# Xã Hayes, Quận Stafford, Kansas
Xã Hayes (tiếng Anh: Hayes Township) là một xã thuộc quận Stafford, tiểu bang Kansas, Hoa Kỳ. Năm 2010, dân số của xã này là 196 người.